# JB우리캐피탈
JB우리캐피탈 주식회사는 JB금융그룹 계열의 캐피탈사이다.

## 역사
1995년 12월 7일에 대구주택할부금융으로 설립되었다. 이후 ‘우리주택할부금융’으로 사명을 변경하다가 2002년에는 우리캐피탈로 사명을 변경하였고, 전북은행이 대우자동차판매로부터 인수하여 자회사로 편입하여 2012년에 현재의 이름인 JB우리캐피탈로 변경되었다.